# Сиянье
Сиянье — деревня в Краснобаковском районе Нижегородской области.
Деревня основана в 1923 году крестьянином из деревни Нижняя Сарафаниха Василием Кочневым. С 1925 года деревня получает своё нынешнее название. Связано оно с тем, что первые жители Сияния ожидали, что жизнь на новом месте будет светлой и радостной, что и отразилось в названии деревни.
В 1932 году в Сиянии создается колхоз «Красный Борец» (в дальнейшем переименован в колхоз имени Кирова), в годы Второй Мировой войны в деревне стояла воинская часть НКВД, ведшая лесозаготовки. Вблизи от деревни протекает речка Шижма (в переводе с марийского — «текущая среди топких берегов»). В окрестностях деревни много болот и хвойных лесов. Расстояние до ближайших населенных пунктов: до станции Быструха — 4 км, до дома отдыха «Лесной Курорт» — 5 км. Постоянного населения в Сиянии нет, сохранившиеся дома (сейчас всего 22 дома) летом используются под дачи.